# UJ Seuteni
Ulupano Junior Seuteni (* 9. prosince 1993, Adelaide) je ragbista hrající za francouzský klub La Rochelle a samojskou reprezentaci. Nejčastěji hraje jako tříčtvrtka.
V roce 2023 vyhrál se svým současným klubem Evropský pohár mistrů. Server Rugby Planet ho zařadil do nejlepší sestavy té soutěže. V roce 2017 jako hráč druholigového klubu Oyonnax pomohl k postupu do nejvyšší francouzské soutěže.
Narodil se v Austrálii a reprezentoval ji ve výběru do 20 let. Za Samou hraje od roku 2019. Zúčastnil se MS 2019 a MS 2023.